# خوسيه خواكين ماتوس غارسيا
خوسيه خواكين ماتوس غارسيا (بالإسبانية: José Joaquín Matos García)‏ (6 مايو 1995 في إسبانيا - ) هو لاعب كرة قدم إسباني في مركز الدفاع. لعب مع نادي إشبيلية.

## وصلات خارجية
- خوسيه خواكين ماتوس غارسيا على موقع قاعدة بيانات كرة القدم.إي يو (الإنجليزية)
- خوسيه خواكين ماتوس غارسيا على موقع Soccerway.com (الإنجليزية)
- خوسيه خواكين ماتوس غارسيا على موقع AS.com (الإسبانية)